# Художник (альбом)
«Художник» — двадцать первый студийный альбом Валерия Леонтьева. Издан в 2011 году.

## Об альбоме
- Песня Amore no является кавер-версией одноименной песни Адриано Челентано
- Заглавная песня Ищу тебя является кавер-версией одноименной песни
- Песня Ты дарила мне розы является кавер-версией одноименной песни Дианы Арбениной.
- Песни Не надо яда и Замерзаю поётся в жанре рок-музыки.
- Песня Tu vuo fa l'americano является кавер-версией одноименной песни, в начале поётся оригинал а затем знаменитая ремиксовая версия.
- Это последний альбом, который продюсировал Николай Кара.

## Список композиций
| №   | Название                      | Текст песни     | Музыка             | Длительность |
| --- | ----------------------------- | --------------- | ------------------ | ------------ |
| 1.  | «Ищу тебя»                    | Л. Дербенев     | А. Зацепин         | 3:56         |
| 2.  | «Amore no»                    | Minellono       | Del Prete, Cutugno | 4:10         |
| 3.  | «Музыка Кубы»                 | Г. Витке        | Г. Привалов        | 3:14         |
| 4.  | «Доля»                        | С. Мудров       | Г. Барыкин         | 3:31         |
| 5.  | «Люди не птицы»               | К. Кавалерян    | К. Брейтбург       | 3:30         |
| 6.  | «Случайный танец»             | К. Кавалерян    | К. Брейтбург       | 3:37         |
| 7.  | «Там, в сентябре»             | Л. Дербенев     | Д. Тухманов        | 5:24         |
| 8.  | «Ночной звонок»               | Н. Денисов      | В. Евзеров         | 3:40         |
| 9.  | «Ты дарила мне розы»          | Д. Арбенина     | Д. Арбенина        | 2:57         |
| 10. | «Вы меня не знаете, господа»  | В. Степанов     | В. Евзеров         | 4:38         |
| 11. | «А любовь жива (Разойдётесь)» | Г. Витке        | Г. Привалов        | 3:54         |
| 12. | «Затменье сердца»             | А. Вознесенский | Р. Паулс           | 3:48         |
| 13. | «Художник»                    | Е. Муравьев     | К. Брейтбург       | 4:09         |
| 14. | «Не надо яда»                 | К. Кавалерян    | Б. Вартанян        | 3:24         |
| 15. | «Tu vuo fa l'americano»       | Salerno         | Carosone           | 3:58         |
| 16. | «Замерзаю»                    | С. Сашин        | К. Брейтбург       | 4:32         |
| 17. | «Лето любви»                  | Н. Денисов      | В. Евзеров         | 4:08         |
| 18. | «Всё чудесно»                 | Н. Денисов      | С. Краевский       | 4:47         |